# Harriot (månkrater)
Harriot är en nedslagskrater på månen. Harriot har fått sitt namn efter den brittiske matematikern och astronomen Thomas Harriot.

## Satellitkratrar
| Harriot | Latitud | Longitud | Diameter |
| ------- | ------- | -------- | -------- |
| A       | 35.6° N | 114.9° Ö | 63 km    |
| B       | 33.4° N | 114.5° Ö | 37 km    |
| W       | 35.0° N | 111.7° Ö | 39 km    |
| X       | 35.0° N | 113.0° Ö | 24 km    |